# Еласовский район
Еласовский район — упразднённая административно-территориальная единица в составе Марийской АО и Марийской АССР, существовавшая в 1936—1959 годах. Административный центр — село Еласы. 
Еласовский район был образован из части Горномарийского района 23 сентября 1936 года в составе Марийской АО. Первоначально непродолжительное время носил название Микряковский район. 5 декабря 1936 года Марийская АО была преобразована в Марийскую АССР.
На 1 января 1940 территория района составляла 0,5 тыс. км². Район включал 14 сельсоветов:
- Алмановский
- Акчеринский
- Больше-Юнгинский
- Вершино-Сумский
- Виловатовский
- Еласовский
- Емангашский
- Емелевский
- Картуковский
- Кожважский
- Крайне-Шешмарский
- Красно-Емешевский
- Микряковский
- Пайгусовский

11 марта 1959 года Еласовский район был упразднён, а его территория передана в Горномарийский район.